# Campeonato Africano de Naciones de 2014
El Campeonato Africano de Naciones de 2014 (2014 African Nations Championship™, en inglés) fue la 3.ª edición de este torneo africano. El mismo fue organizado por Sudáfrica.
La sede de este torneo fue otorgada originalmente a Libia para que así tuviese un fogueo previo para la Copa Africana de Naciones 2014 (reprogramada para 2013) que también iba a llevarse a cabo en el país árabe. Pero debido a la Guerra de Libia de 2011, contra Muamar el Gadafi, la Confederación Africana de Fútbol (CAF), decidió reorganizar los certámenes y trasladar la sede de ambos torneos a Sudáfrica, mientras que a los libios se les dio la organización del torneo africano más importante para 2017, aunque finalmente terminaron por declinar la sede por razones de seguridad, por lo que la CAF debió elegir un nuevo país para que organice dicho torneo.
La final la disputaron Libia y Ghana, quienes ya se habían enfrentado en una final continental en la Copa Africana de Naciones de 1982 donde Ghana derrotó al conjunto libio. En esta edición terminaron siendo campeones Los Caballeros del Mediterráneo, tras derrotar en una emocionante tanda de penales a la selección de Ghana. De esta forma, la selección árabe logró ganar así el primer título de su historia.

## Sedes
| Ciudad del Cabo     | Ciudad del Cabo   | Ciudad del Cabo Polokwane Bloemfontein | Polokwane            | Bloemfontein       |
| Estadio Green Point | Estadio Athlone   | Ciudad del Cabo Polokwane Bloemfontein | Estadio Peter Mokaba | Estadio Free State |
| Capacidad: 64.100   | Capacidad: 34.000 | Ciudad del Cabo Polokwane Bloemfontein | Capacidad: 41.733    | Capacidad: 40.911  |
|                     |                   | Ciudad del Cabo Polokwane Bloemfontein |                      |                    |

## Clasificados

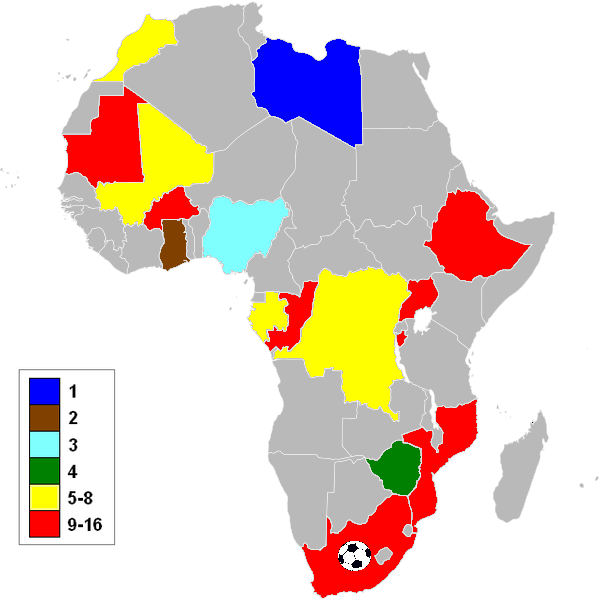
Selecciones clasificadas para el torneo, según el resultado obtenido.

En cursiva los debutantes del torneo.
| Eliminatorias |
| ------------- |
| Clasificación |

| Selecciones participantes | Selecciones participantes | Selecciones participantes | Selecciones participantes |
| ------------------------- | ------------------------- | ------------------------- | ------------------------- |
| Burkina Faso              | Gabón                     | Marruecos                 | RD Congo                  |
| Burundi                   | Ghana                     | Mauritania                | Sudáfrica (Anfitrión)     |
| Congo                     | Libia                     | Mozambique                | Uganda                    |
| Etiopía                   | Malí                      | Nigeria                   | Zimbabue                  |

## Resultados
- Los horarios corresponden a la hora de Sudáfrica (UTC +2)

Leyenda: Pts: Puntos; PJ: Partidos jugados; PG: Partidos ganados; PE: Partidos empatados; PP: Partidos perdidos; GF: Goles a favor; GC: Goles en contra; Dif: Diferencia de goles.

### Primera fase

#### Grupo A
| Selección  | Pts | PJ | PG | PE | PP | GF | GC | Dif |
| ---------- | --- | -- | -- | -- | -- | -- | -- | --- |
| Malí       | 7   | 3  | 2  | 1  | 0  | 5  | 3  | +2  |
| Nigeria    | 6   | 3  | 2  | 0  | 1  | 8  | 5  | +3  |
| Sudáfrica  | 4   | 3  | 1  | 1  | 1  | 5  | 5  | 0   |
| Mozambique | 0   | 3  | 0  | 0  | 3  | 4  | 9  | -5  |

| 11 de enero de 2014, 18:00 | Sudáfrica                          | 3:1 (1:1) | Mozambique | Estadio Green Point, Ciudad del Cabo                    |                                                         |
|                            | Parker 30' (pen.) 82' · Kekana 58' | Reporte   | Diogo 11'  | Asistencia: 26328 espectadores Árbitro(s): Ghead Grisha | Asistencia: 26328 espectadores Árbitro(s): Ghead Grisha |

| 11 de enero de 2014, 21:00 | Malí                        | 2:1 (1:0) | Nigeria    | Estadio Green Point, Ciudad del Cabo                       |                                                            |
|                            | Sissoko 18' · A. Traoré 50' | Reporte   | Salami 54' | Asistencia: 14000 espectadores Árbitro(s): Bernard Camille | Asistencia: 14000 espectadores Árbitro(s): Bernard Camille |

| 15 de enero de 2014, 17:00 | Sudáfrica         | 1:1 (1:0) | Malí       | Estadio Green Point, Ciudad del Cabo                            |                                                                 |
|                            | Parker 25' (pen.) | Reporte   | Sidibé 54' | Asistencia: 20000 espectadores Árbitro(s): Mal Souley Mohamadou | Asistencia: 20000 espectadores Árbitro(s): Mal Souley Mohamadou |

| 15 de enero de 2014, 20:00 | Nigeria                                    | 4:2 (2:2) | Mozambique           | Estadio Green Point, Ciudad del Cabo                                |                                                                     |
|                            | Ede 11' · Ali 13' (pen.) 54' · Imenger 88' | Reporte   | Khan 10' · Diogo 20' | Asistencia: 18407 espectadores Árbitro(s): Aboubacar Mario Bangoura | Asistencia: 18407 espectadores Árbitro(s): Aboubacar Mario Bangoura |

| 19 de enero de 2014, 19:00 | Nigeria                          | 3:1 (2:0) | Sudáfrica         | Estadio Green Point, Ciudad del Cabo                       |                                                            |
|                            | Uzoenyi 23' 64' · Ede 32' (pen.) | Reporte   | Parker 81' (pen.) | Asistencia: 35000 espectadores Árbitro(s): Mohamed Benouza | Asistencia: 35000 espectadores Árbitro(s): Mohamed Benouza |

| 19 de enero de 2014, 19:00 | Mozambique  | 1:2 (1:0) | Malí                              | Estadio Athlone, Ciudad del Cabo                                     |                                                                      |
|                            | Josemar 38' | Reporte   | Sidibé 48' · Traoré 90'+3' (pen.) | Asistencia: 1000 espectadores Árbitro(s): Mutaz Abdelbasit Khairalla | Asistencia: 1000 espectadores Árbitro(s): Mutaz Abdelbasit Khairalla |

#### Grupo B
| Selección    | Pts | PJ | PG | PE | PP | GF | GC | Dif |
| ------------ | --- | -- | -- | -- | -- | -- | -- | --- |
| Marruecos    | 5   | 3  | 1  | 2  | 0  | 4  | 2  | +2  |
| Zimbabue     | 5   | 3  | 1  | 2  | 0  | 1  | 0  | +1  |
| Uganda       | 4   | 3  | 1  | 1  | 1  | 3  | 4  | -1  |
| Burkina Faso | 1   | 3  | 0  | 1  | 2  | 2  | 4  | -2  |

| 12 de enero de 2014, 17:00 | Zimbabue | 0:0     | Marruecos | Estadio Athlone, Ciudad del Cabo                                |                                                                 |
|                            |          | Reporte |           | Asistencia: 4000 espectadores Árbitro(s): Bamlak Tessena Weyesa | Asistencia: 4000 espectadores Árbitro(s): Bamlak Tessena Weyesa |

| 12 de enero de 2014, 20:00 | Uganda           | 2:1 (1:0) | Burkina Faso | Estadio Athlone, Ciudad del Cabo                         |                                                          |
|                            | Sentamu 15', 73' | Reporte   | Bayala 88'   | Asistencia: 2000 espectadores Árbitro(s): Ali Lemghaifry | Asistencia: 2000 espectadores Árbitro(s): Ali Lemghaifry |

| 16 de enero de 2014, 17:00 | Zimbabue | 0:0     | Uganda | Estadio Athlone, Ciudad del Cabo                          |                                                           |
|                            |          | Reporte |        | Asistencia: 5000 espectadores Árbitro(s): Malang Diedhiou | Asistencia: 5000 espectadores Árbitro(s): Malang Diedhiou |

| 16 de enero de 2014, 20:00 | Burkina Faso  | 1:1 (0:1) | Marruecos   | Estadio Athlone, Ciudad del Cabo                          |                                                           |
|                            | Ouédraogo 88' | Reporte   | El Bahri 1' | Asistencia: 3000 espectadores Árbitro(s): Mahamadou Keita | Asistencia: 3000 espectadores Árbitro(s): Mahamadou Keita |

| 20 de enero de 2014, 19:00 | Burkina Faso | 0:1 (0:0) | Zimbabue    | Estadio Athlone, Ciudad del Cabo                             |                                                              |
|                            |              | Reporte   | Mambare 60' | Asistencia: 7200 espectadores Árbitro(s): Mohamed Said Kordi | Asistencia: 7200 espectadores Árbitro(s): Mohamed Said Kordi |

| 20 de enero de 2014, 19:00 | Marruecos                               | 3:1 (1:0) | Uganda      | Estadio Green Point, Ciudad del Cabo                    |                                                         |
|                            | Rafik 29' · Iajour 77' · El Ouadi 90+3' | Reporte   | Sentamu 60' | Asistencia: 2500 espectadores Árbitro(s): Janny Sikazwe | Asistencia: 2500 espectadores Árbitro(s): Janny Sikazwe |

#### Grupo C
| Selección | Pts | PJ | PG | PE | PP | GF | GC | Dif |
| --------- | --- | -- | -- | -- | -- | -- | -- | --- |
| Ghana     | 7   | 3  | 2  | 1  | 0  | 3  | 1  | +2  |
| Libia     | 5   | 3  | 1  | 2  | 0  | 5  | 3  | +2  |
| Congo     | 4   | 3  | 1  | 1  | 1  | 3  | 3  | 0   |
| Etiopía   | 0   | 3  | 0  | 0  | 3  | 0  | 4  | -4  |

| 13 de enero de 2014, 17:00 | Ghana         | 1:0 (1:0) | Congo | Free State Stadium, Bloemfontein                          |                                                           |
|                            | Annorbaah 34' | Reporte   |       | Asistencia: 3500 espectadores Árbitro(s): Sylvester Kirwa | Asistencia: 3500 espectadores Árbitro(s): Sylvester Kirwa |

| 13 de enero de 2014, 20:00 | Libia                  | 2:0 (1:0) | Etiopía | Free State Stadium, Bloemfontein                         |                                                          |
|                            | Abushnaf 4' · Omar 83' |           |         | Asistencia: 16000 espectadores Árbitro(s): Janny Sikazwe | Asistencia: 16000 espectadores Árbitro(s): Janny Sikazwe |

| 17 de enero de 2014, 17:00 | Ghana     | 1:1 (1:0) | Libia        | Free State Stadium, Bloemfontein                                                                |                                                                                                 |
|                            | Yahaya 6' | Reporte   | Al Badri 72' | Asistencia: 7000 espectadores Árbitro(s): Redouane Jiyed reemplazado por Victor Gomes a los 62' | Asistencia: 7000 espectadores Árbitro(s): Redouane Jiyed reemplazado por Victor Gomes a los 62' |

| 17 de enero de 2014, 20:00 | Etiopía | 0:1 (0:0) | Congo    | Free State Stadium, Bloemfontein                     |                                                      |
|                            |         | Reporte   | Ndey 78' | Asistencia: 10000 espectadores Árbitro(s): Juste Zio | Asistencia: 10000 espectadores Árbitro(s): Juste Zio |

| 21 de enero de 2014, 19:00 | Etiopía | 0:1 (0:0) | Ghana             | Estadio Free State, Bloemfontein |                          |
|                            |         | Reporte   | Adusei 76' (pen.) | Árbitro(s): Gehad Grisha         | Árbitro(s): Gehad Grisha |

| 21 de enero de 2014, 19:00 | Congo            | 2:2 (1:0) | Libia                    | Estadio Peter Mokaba, Polokwane |                             |
|                            | Binguila 36' 54' | Reporte   | Omar 75' · Fetori 90'+3' | Árbitro(s): Mahamadou Keita     | Árbitro(s): Mahamadou Keita |

#### Grupo D
| Selección  | Pts | PJ | PG | PE | PP | GF | GC | Dif |
| ---------- | --- | -- | -- | -- | -- | -- | -- | --- |
| Gabón      | 7   | 3  | 2  | 1  | 0  | 5  | 2  | +3  |
| RD Congo   | 6   | 3  | 2  | 0  | 1  | 3  | 2  | 1   |
| Burundi    | 4   | 3  | 1  | 1  | 1  | 4  | 4  | 0   |
| Mauritania | 0   | 3  | 0  | 0  | 3  | 4  | 8  | -4  |

| 14 de enero de 2014, 17:00 | RD Congo  | 1:0 (0:0) | Mauritania | Estadio Peter Mokaba, Polokwane                           |                                                           |
|                            | Ngoyi 51' | Reporte   |            | Asistencia: 6000 espectadores Árbitro(s): Mohamed Benouza | Asistencia: 6000 espectadores Árbitro(s): Mohamed Benouza |

| 14 de enero de 2014, 20:00 | Gabón | 0:0     | Burundi | Estadio Peter Mokaba, Polokwane                        |                                                        |
|                            |       | Reporte |         | Asistencia: 5000 espectadores Árbitro(s): Victor Gomes | Asistencia: 5000 espectadores Árbitro(s): Victor Gomes |

| 18 de enero de 2014, 17:00 | RD Congo | 0:1 (0:1) | Gabón      | Estadio Peter Mokaba, Polokwane                          |                                                          |
|                            |          | Reporte   | N'Guema 2' | Asistencia: 2000 espectadores Árbitro(s): Joseph Lamptey | Asistencia: 2000 espectadores Árbitro(s): Joseph Lamptey |

| 18 de enero de 2014, 20:00 | Burundi                                        | 3:2 (1:1) | Mauritania                       | Estadio Peter Mokaba, Polokwane                              |                                                              |
|                            | Fiston 11' · Nduwarugira 61' · Ndikumana 90+3' | Reporte   | El Voulany 2' · Taghiyoullah 70' | Asistencia: 3000 espectadores Árbitro(s): Hagi Yabarow Wiish | Asistencia: 3000 espectadores Árbitro(s): Hagi Yabarow Wiish |

| 22 de enero de 2014, 19:00 | Burundi       | 1:2 (1:2) | RD Congo        | Estadio Peter Mokaba, Polokwane                                 |                                                                 |
|                            | Ndikumana 14' | Reporte   | Mundele 24' 37' | Asistencia: 3500 espectadores Árbitro(s): Bamlak Tessena Weyesa | Asistencia: 3500 espectadores Árbitro(s): Bamlak Tessena Weyesa |

| 22 de enero de 2014, 19:00 | Mauritania            | 2:4 (1:1) | Gabón                                               | Estadio Free State, Bloemfontein                          |                                                           |
|                            | Moulaye Ahmed 4', 65' | Reporte   | N'Zembi 7' · Appindangoye 85' · Sokambi 90+2' 90+4' | Asistencia: 7000 espectadores Árbitro(s): Bernard Camille | Asistencia: 7000 espectadores Árbitro(s): Bernard Camille |

### Segunda fase
- Los horarios corresponden a la hora de Sudáfrica (UTC +2)

|  | Cuartos de final             | Cuartos de final          |                               |         | Semifinales  | Semifinales  |  |  | Final                         | Final |
|  |                              |                           |                               |         |              |              |  |  |                               |       |
|  | Ciudad del Cabo, 25 de enero |                           |                               |         |              |              |  |  |                               |       |
|  |                              |                           |                               |         |              |              |  |  |                               |       |
|  | Malí                         | 1                         |                               |         |              |              |  |  |                               |       |
|  | Malí                         | 1                         | Bloemfontein, 29 de enero     |         |              |              |  |  |                               |       |
|  | Zimbabue                     | 2                         |                               |         |              |              |  |  |                               |       |
|  | Zimbabue                     | 2                         | Zimbabue                      | 0 (4)   |              |              |  |  |                               |       |
|  | Polokwane, 26 de enero       |                           | Zimbabue                      | 0 (4)   |              |              |  |  |                               |       |
|  |                              | Libia                     | 0 (5)                         |         |              |              |  |  |                               |       |
|  | Gabón                        | Libia                     | 0 (5)                         | 1 (2)   |              |              |  |  |                               |       |
|  | Gabón                        |                           | Ciudad del Cabo, 1 de febrero | 1 (2)   |              |              |  |  |                               |       |
|  | Libia                        | 1 (4)                     |                               |         |              |              |  |  |                               |       |
|  | Libia                        | 1 (4)                     | Libia                         | 0 (4)   |              |              |  |  |                               |       |
|  | Bloemfontein, 26 de enero    |                           | Libia                         | 0 (4)   |              |              |  |  |                               |       |
|  |                              | Ghana                     | 0 (3)                         |         |              |              |  |  |                               |       |
|  | Ghana                        | Ghana                     | 0 (3)                         | 1       |              |              |  |  |                               |       |
|  | Ghana                        | Bloemfontein, 29 de enero |                               | 1       |              |              |  |  |                               |       |
|  | RD Congo                     | 0                         |                               |         |              |              |  |  |                               |       |
|  | RD Congo                     | 0                         | Ghana                         | 0 (4)   | Tercer lugar | Tercer lugar |  |  |                               |       |
|  | Ciudad del Cabo, 25 de enero |                           | Ghana                         | 0 (4)   |              |              |  |  |                               |       |
|  |                              | Nigeria                   | 0 (1)                         |         |              |              |  |  |                               |       |
|  | Marruecos                    | Nigeria                   | 0 (1)                         | 3       | Zimbabue     | 0            |  |  |                               |       |
|  | Marruecos                    |                           |                               | 3       | Zimbabue     | 0            |  |  |                               |       |
|  | Nigeria (t.s.)               | 4                         |                               | Nigeria | 1            |              |  |  |                               |       |
|  | Nigeria (t.s.)               | 4                         |                               |         | 1            |              |  |  |                               |       |
|  |                              |                           |                               |         |              |              |  |  | Ciudad del Cabo, 1 de febrero |       |
|  |                              |                           |                               |         |              |              |  |  |                               |       |

#### Cuartos de final
| 25 de enero de 2014, 17:00 | Marruecos                      | 3:4 (3:3) (3:0) (0:1 t. s.) | Nigeria                                              | Estadio Green Point, Ciudad del Cabo |                             |
|                            | Moutouali 33' 40' · Iajour 37' |                             | Uzochukwu 49' · Ali 55' · Uzoenyi 90' · Ibrahim 111' | Árbitro(s): Bernard Camille          | Árbitro(s): Bernard Camille |

| 25 de enero de 2014, 20:30 | Mali         | 1:2 (0:1) | Zimbabue                  | Estadio Green Point, Ciudad del Cabo |                                      |
|                            | Sinayoko 89' |           | Sithole 11' · Mahachi 56' | Árbitro(s): Aboubacar Mario Bangoura | Árbitro(s): Aboubacar Mario Bangoura |

| 26 de enero de 2014, 17:00 | Gabón                                           | 1:1 (1:1) (0:0) (0:0 t. s.)(2:4 p.) | Libia                                    | Estadio Peter Mokaba, Polokwane |                       |
|                            | Cousin 73' (pen.)                               | Reporte                             | Omar 50'                                 | Árbitro(s): Juste Zio           | Árbitro(s): Juste Zio |
|                            |                                                 | Tiros desde el punto penal          |                                          |                                 |                       |
|                            | Engozo'o Avebe · Djissikadié · Cousin · Sokambi |                                     | Al Badri · Al Ghanodi · Abushnaf · Fadel |                                 |                       |

| 26 de enero de 2014, 20:30 | Ghana             | 1:0 (1:0) | RD Congo | Estadio Free State, Bloemfontein |                            |
|                            | Adusei 68' (pen.) | Reporte   |          | Árbitro(s): Ali Lemghaifry       | Árbitro(s): Ali Lemghaifry |

#### Semifinales
| 29 de enero de 2014, 17:00 | Zimbabue                                                             | 0:0 (0:0 t. s.)(4:5 p.)    | Libia                                                                           | Estadio Free State, Bloemfontein  |                                   |
|                            |                                                                      | Reporte                    |                                                                                 | Árbitro(s): Bamlak Tessena Weyesa | Árbitro(s): Bamlak Tessena Weyesa |
|                            |                                                                      | Tiros desde el punto penal |                                                                                 |                                   |                                   |
|                            | Chipeta · Phiri · Sithole · Moyo · Zvirekwi · Noube · Jaure · Sadiki |                            | Abushnaf · Al Ghanodi · Mahfud · Fetori · Salama · Sabbou · El Gadi · Nashnoush |                                   |                                   |

| 29 de enero de 2014, 20:30 | Ghana                                    | 0:0 (0:0 t. s.)(4:1 p.)    | Nigeria                      | Estadio Free State, Bloemfontein |                           |
|                            |                                          | Reporte                    |                              | Árbitro(s): Janny Sikazwe        | Árbitro(s): Janny Sikazwe |
|                            |                                          | Tiros desde el punto penal |                              |                                  |                           |
|                            | Akuffo · Annorbaah · Ainooson · Attobrah |                            | Uzoenyi · Kwambe · Uzochukwu |                                  |                           |

#### Tercer puesto
| 1 de febrero de 2014, 17:00 | Zimbabue | 0:1 (0:0) | Nigeria     | Estadio Green Point, Ciudad del Cabo |                          |
|                             |          | Reporte   | Obiozor 85' | Árbitro(s): Victor Gomes             | Árbitro(s): Victor Gomes |

#### Final
| 1 de febrero de 2014, 20:00 | Libia                                                       | 0:0 (0:0 t. s.)(4:3 p.)    | Ghana                                                | Estadio Green Point, Ciudad del Cabo |                             |
|                             |                                                             | Reporte                    |                                                      | Árbitro(s): Mohamed Benouza          | Árbitro(s): Mohamed Benouza |
|                             |                                                             | Tiros desde el punto penal |                                                      |                                      |                             |
|                             | Al Badri · Al Mahdi · Al Maghasi · El Gadi · Omar · El Trbi |                            | Akuffu · Ainooson · Attobrah · Saka · Owusu · Joshua |                                      |                             |

| Libia                                                    | Ghana                                                                          |
| -------------------------------------------------------- | ------------------------------------------------------------------------------ |
| 1 Mohamed Abdaula Nashnoush                              | 22 Steven Adams                                                                |
| 15 Ahmed Al Trbi                                         | 2 Godfred Saka                                                                 |
| 14 Ali Salama                                            | 15 Nuru Sulley                                                                 |
| 4 Ahmed Al Alwani                                        | 5 Abeiku Ainooson                                                              |
| 2 Ahmed Al Maghasi                                       | 14 Tijani Joshua                                                               |
| 18 Faisal Al Badri                                       | 10 Asiedu Attobrah                                                             |
| 16 Ali Mohamed Al Moatasembellah                         | 8 Jordan Opoku 119'                                                            |
| 8 Mohamed El Gadi                                        | 6 Michael Akuffu                                                               |
| 3 El Mehdi El Houni                                      | 11 Theophilus Annorbaah 99'                                                    |
| 19 El Mutasem Abushnaf 106'                              | 13 Sulley Mohammed 63'                                                         |
| 9 Mohamed Al Ghanodi 64'                                 | 9 Seidu Bancey                                                                 |
| DT Javier Clemente                                       | DT Mawell Konadu                                                               |
| Cambios · 21 Abdelsalam Omar 64' · 7 Motaz Al Mahdi 106' | Cambios · 21 Yahaya Mohamed 63' · 17 Latif Mohammed 99' · 4 Jackson Owusu 119' |
| Amonestados Al Badri (23') Al Alwani (85')               |                                                                                |

| Libia                       |
| Campeón Libia Primer título |

## Estadísticas finales
| Selección | Selección                       | Pts | PJ | PG | PE | PP | GF | GC | Dif |
| --------- | ------------------------------- | --- | -- | -- | -- | -- | -- | -- | --- |
| 1º        | Libia                           | 8   | 6  | 1  | 5  | 0  | 6  | 4  | +2  |
| 2º        | Ghana                           | 12  | 6  | 3  | 3  | 0  | 4  | 1  | +3  |
| 3º        | Nigeria                         | 13  | 6  | 4  | 1  | 1  | 13 | 8  | +5  |
| 4º        | Zimbabue                        | 9   | 6  | 2  | 3  | 1  | 3  | 2  | +1  |
| 5º        | Gabón                           | 8   | 4  | 2  | 2  | 0  | 6  | 3  | +3  |
| 6º        | Malí                            | 7   | 4  | 2  | 1  | 1  | 6  | 5  | +1  |
| 7º        | República Democrática del Congo | 6   | 4  | 2  | 0  | 2  | 3  | 3  | 0   |
| 8º        | Marruecos                       | 5   | 4  | 1  | 2  | 1  | 7  | 6  | +1  |
| 9º        | Sudáfrica                       | 4   | 3  | 1  | 1  | 1  | 5  | 5  | 0   |
| 10º       | Burundi                         | 4   | 3  | 1  | 1  | 1  | 4  | 4  | 0   |
| 11º       | Congo                           | 4   | 3  | 1  | 1  | 1  | 3  | 3  | 0   |
| 12º       | Uganda                          | 4   | 3  | 1  | 1  | 1  | 3  | 4  | -1  |
| 13º       | Burkina Faso                    | 1   | 3  | 0  | 1  | 2  | 2  | 4  | -2  |
| 14º       | Mauritania                      | 0   | 3  | 0  | 0  | 3  | 4  | 8  | -4  |
| 15º       | Etiopía                         | 0   | 3  | 0  | 0  | 3  | 0  | 4  | -4  |
| 16º       | Mozambique                      | 0   | 3  | 0  | 0  | 3  | 4  | 9  | -5  |

## Premios y reconocimientos

### Jugador del partido
| Fase de grupos - 1.ª ronda | Fase de grupos - 1.ª ronda | Fase de grupos - 2.ª ronda | Fase de grupos - 2.ª ronda | Fase de grupos - 3.ª ronda | Fase de grupos - 3.ª ronda | Segunda fase       | Segunda fase |
| Jugador                    | Partido                    | Jugador                    | Partido                    | Jugador                    | Partido                    | Jugador            | Partido      |
| -------------------------- | -------------------------- | -------------------------- | -------------------------- | -------------------------- | -------------------------- | ------------------ | ------------ |
| Bernard Parker             | 3:1                        | Ibourahima Sidibe          | 1:1                        | Ejike Uzoenyi              | 3:1                        | Ejike Uzoenyi      | 3:4          |
| Adama Traoré               | 2:1                        | Ejike Uzoenyi              | 4:2                        | Ibourahima Sidibe          | 1:2                        | Kudakwashe Mahachi | 1:2          |
| Nadir Lamyarghri           | 0:0                        | Kudakwashe Mahachi         | 0:0                        | Peter Moyo                 | 0:1                        | Ali Salama         | 1:1          |
| Yunus Santamu              | 2:1                        | Abdelkbir El Ouad          | 1:1                        | Abdelkbir El Ouadi         | 3:1                        | Yahaya Mohamed     | 1:0          |
| Theophilius Anobaah        | 1:0                        | Yahaya Mohammed            | 1:1                        | Jordan Opoku               | 0:1                        | Ali Sadiki         | 0:0          |
| Mohamed Elgadi             | 2:0                        | Kader Bidimbou             | 0:1                        | Hardy Binguila             | 2:2                        | Abeiku Ainooson    | 0:0          |
| Chikito Lema Mabidi        | 1:0                        | Erwin Nguema Obame         | 0:1                        | Jean-Marc Mundele          | 1:2                        | Christian Obiozor  | 0:1          |
| Franck Obame               | 0:0                        | Abdoul Fiston              | 3:2                        | Cheikh Moulaye Ahmed       | 2:4                        | Mohamed Nashnoush  | 0:0          |

### Bota de oro
| Jugador               | Selección  | Goles |
| --------------------- | ---------- | ----- |
| Bernard Parker        | Sudáfrica  | 4     |
| Yunus Sentamu         | Uganda     | 3     |
| Rabiu Ali             | Nigeria    | 3     |
| Ejike Uzoenyi         | Nigeria    | 3     |
| Abdulsalam Omar       | Libia      | 3     |
| Selemani Ndikumana    | Burundi    | 2     |
| Jean-Marc Mundele     | RD Congo   | 2     |
| Tatry Sokambi         | Gabón      | 2     |
| Kwabena Adusei        | Ghana      | 2     |
| Ibourahima Sidibé     | Malí       | 2     |
| Mouhcine Iajour       | Marruecos  | 2     |
| Mohsine Moutouali     | Marruecos  | 2     |
| Cheikh Moulaye Ahmed  | Mauritania | 2     |
| Diogo António Alberto | Mozambique | 2     |
| Ifeanyi Benjamin Ede  | Nigeria    | 2     |

### Balón de oro
El Premio al Balón de Oro fue entregado por la CAF al mejor jugador del torneo.
| Jugador       | Selección |
| ------------- | --------- |
| Ejike Uzoenyi | Nigeria   |

### Guante de oro
La CAF otorga este premio a quien considere como el mejor arquero del torneo.
| Jugador            | Selección |
| ------------------ | --------- |
| Muhammad Nashnoush | Libia     |

### Premio Fair Play
El Premio Fair Play fue otorgado por la CAF al equipo con el mejor registro disciplinario de la competición.
| Selección                      |
| Selección de fútbol de Nigeria |
| ------------------------------ |

### Equipo estelar
El siguiente es el equipo titular confeccionado por la CAF.
| Portero            | Defensores                                            | Mediocampistas                                               | Delanteros             |
| ------------------ | ----------------------------------------------------- | ------------------------------------------------------------ | ---------------------- |
| Muhammad Nashnoush | Ali Salama Partson Jaure Kunle Odunlami Joshua Tijani | Kudakwashe Mahachi Mohamed Elgadi Jordan Opoku Ejike Uzoenyi | Rabiu Ali Seidu Bansey |

Además, elaboró una lista de 11 sustitutos, siendo ellos:
Steven Adams (Ghana), Peter Moyo (Zimbabue), Buhlebuyesa Mkhwanazi (Sudáfrica), Mohsine Moutouali (Marruecos), Yahaya Mohammed (Ghana), Abdelsalam Omar (Libia), Ibourahima Sidibé (Malí), Hardy Binguila (Congo), Jean-Marc Makusu Mundele (RD Congo), Erwin Nguema (Gabón) y Abeiku Ainooson (Ghana).